# Szerepjáték
A szerepjáték olyan tevékenységek megnevezése, amelyben a résztvevők egyénként vagy csoportban különböző szerepeket játszanak el, a tevékenység időtartama alatt a játékok lényegét jelentő szerepvállalásoknak megfelelően viselkednek.
A magyar köznyelvben használt szerepjáték kifejezéssel több értelemben találkozhatunk:
- Gyermeki szerepjáték, papás-mamás, rabló-pandúros játékok
- Dramatikus helyzetgyakorlatok
- A rajongói irodalom (fanfiction) interaktív formái, online „szerepezés”, amelyben valamilyen népszerű alkotás szereplőit megszemélyesítve, az eredeti műveket kiegészítve vagy átírva a rajongók önálló történeteket alkotnak.
- Erotikus jellegű, szexuális izgatást illetve a szexuális gátlások feloldását célzó tevékenységek
- A hazánkban „szerepjáték” néven elterjedt hobbicsoport (RPG)

## Szerepjátszás mint tevékenység

### Evolúciós és fejlődéslélektani vonatkozások
A szerepjáték szót sokszor a színlelés szinonimájaként is használják. A szerepjátszás olyan, az állatvilágban is megtalálható evolúciós képesség, amely megelőzi az emberi kultúrát.
A szerepjátéknak, mint a gyermekjátékok egy típusának, valamint az erre építő pedagógiai irányzatoknak jelentős irodalma van. A gyermeki szerepjáték az egyedül vagy csoportosan eljátszott, karakterformáló, kötetlen, szimbolikus játékból fejlődik ki. A gyerekek korai szerepjáték-megnyilvánulásai az egyéni környezetükből maguk által kiemelt tapasztalataik újraélése, visszatükröződése, később, a fejlettebb formáinál viszont már a szociális azonosulás is szerepet játszik, valamint megjelennek az elemi szabályok, amelyek a szabályjátékok alapjait jelentik. Számos antropológiai és etnográfiai anyag támasztja alá, hogy a szerepjátékok keletkezését a gyermek társadalomban elfoglalt helyének megváltozása határozza meg.

### Felnőtt funkciók
A felnőtt szerepjáték általában rekreációs vagy fejlesztő céllal történik - utóbbit néha a szerepmunka (role-work) kifejezéssel is illetik. Ennek alapját azt képezi, hogy a szerepfelvétel segítheti a társadalmi és szociális környezet (így a mindennapi élet bizonyos készségeinek, ismétlődő helyzeteinek, tevékenységei) elsajátítását, megismerését, a személyiség szerepkészletének bővülését.
A hobbijellegű szerepjáték célja a szerep jelentette élethelyzet átélésén túl általában a közösségi-, flow- vagy katarzisélmény keresése, illetve a szerepjátékkal járó ráhangolófunkciók (jelmez- és kellékkészítés) nyújtotta öröm.

## Szerepjáték mint forma

### Elemzés
A különféle szerepjátékos formák és tevékenységtípusok csoportosíthatóak a célok jellege és az irányítottság mértéke szerint: így léteznek pszichológiai és pedagógiai célú szerepjátékok, amelyek lehetnek irányítottak és improvizáltak.

#### Szituációs játékokkal való viszony
A szituációs játékokban nem az eljátszott szerep vagy karakter, hanem maga a helyzet kerül a középpontba. Ezek komplex formái a különféle helyzetgyakorlatok vagy szimulációk. A szituációs és szerepjátékok általában nem válnak el élesen egymástól, hiszen a legtöbb ilyen tevékenységben található valamiféle helyzet és bizonyos mélységű szerepfelvétel is.

### Történelmi példák
A szerepjátszás, lévén egyidős az emberiséggel, hosszú időre visszanyúló hagyományokkal rendelkezik. Jelenthet előadásra felépített karakterábrázolást vagy improvizatív szerepjátszást is, amelyek a színjátszás formái, szinonimái. Ilyenek például a különböző misztériumjátékok vagy hagyományőrző kezdeményezések, történelmi újrajátszások is. De ide sorolhatóak az elsősorban gyakorló-tanító célú próbaperek, katonai gyakorlatok, egészségügyi vagy vészhelyzet-szimulációk, stb. is.

### RPG
A szerepjátékok vagy RPG-k (role-playing game) olyan több résztvevős szabályjátékok (game), amelyek kereteiben a játékosok egy közösen elképzelt fantáziavilág képzeletbeli személyeit alakítják. Eredeti formája az asztali szerepjáték, amelyből később számos eltérő forma alakult ki és különült el jelentősen egymástól. Az írásos (fórumos vagy chatalapú) RPG strukturálatlan formái ("szerepezés") a rajongói irodalom (fanfiction) interaktív formájának is tekinthetőek.

### Határterületek
A szerepjáték, mint dramatikus, de nem előadásközpontú eszköz, sokféle célú lehet, a tanítástól kezdve az önismereten át a terápiáig. A szerepjáték határterületei a szociodráma, tanítási dráma, pszichodráma stb.
Számos reformpedagógiai hátterű (gyermektáboroztatási) mozgalom használ szerepjátékos formákat, kerettörténeteket. Ilyenek például a cserkészet, az eredeti úttörő mozgalom, több katakomba-cserkészet, de ide sorolhatóak a Cseh Tamás féle Indián táborok és Leveleki Eszter elindította bánki "nyaraltatások" és utódtáboraik is.